# Haworthia minima
Haworthia minima ist eine Pflanzenart der Gattung Haworthia in der Unterfamilie der Affodillgewächse (Asphodeloideae).

## Beschreibung
Haworthia minima wächst stammlos und sprosst langsam. Die ausgebreiteten, lanzettlich-dreieckigen, verschmälerten Laubblätter bilden eine Rosette mit einer Höhe von bis zu 15 Zentimetern. Die blaugrüne Blattspreite ist bis zu 13 Zentimeter lang und 1,5 Zentimeter breit. Die Blattoberfläche ist rau. Auf ihr befinden sich erhabene, abgeflachte Warzen, die nicht zusammenfließen.
Der spärlich verzweigte, lockere Blütenstand erreicht eine Länge von 30 bis 40 Zentimeter. Die  Blütenröhre ist gerade. Die kurzen Perigonblätter sind rosarötlich geadert.

## Systematik und Verbreitung
Haworthia minima ist in der südafrikanischen Provinz Westkap verbreitet.
Die Erstbeschreibung als Aloe margaritifera var. minima durch William Aiton wurde 1789 veröffentlicht. Adrian Hardy Haworth stellte die Art 1812 in die Gattung Haworthia.
Nomenklatorische Synonym sind Haworthia margaritifera var. minima (Aiton) Uitewaal (1947) und Haworthia pumila subsp. minima (Aiton) Halda (1997). Darüber hinaus existieren zahlreiche weitere Synonyme.
Es werden folgende Varietäten unterschieden:
- Haworthia minima var. minima
- Haworthia minima var. poellnitziana (Uitewaal) M.B.Bayer

## Nachweise